# Rynek w Krzepicach

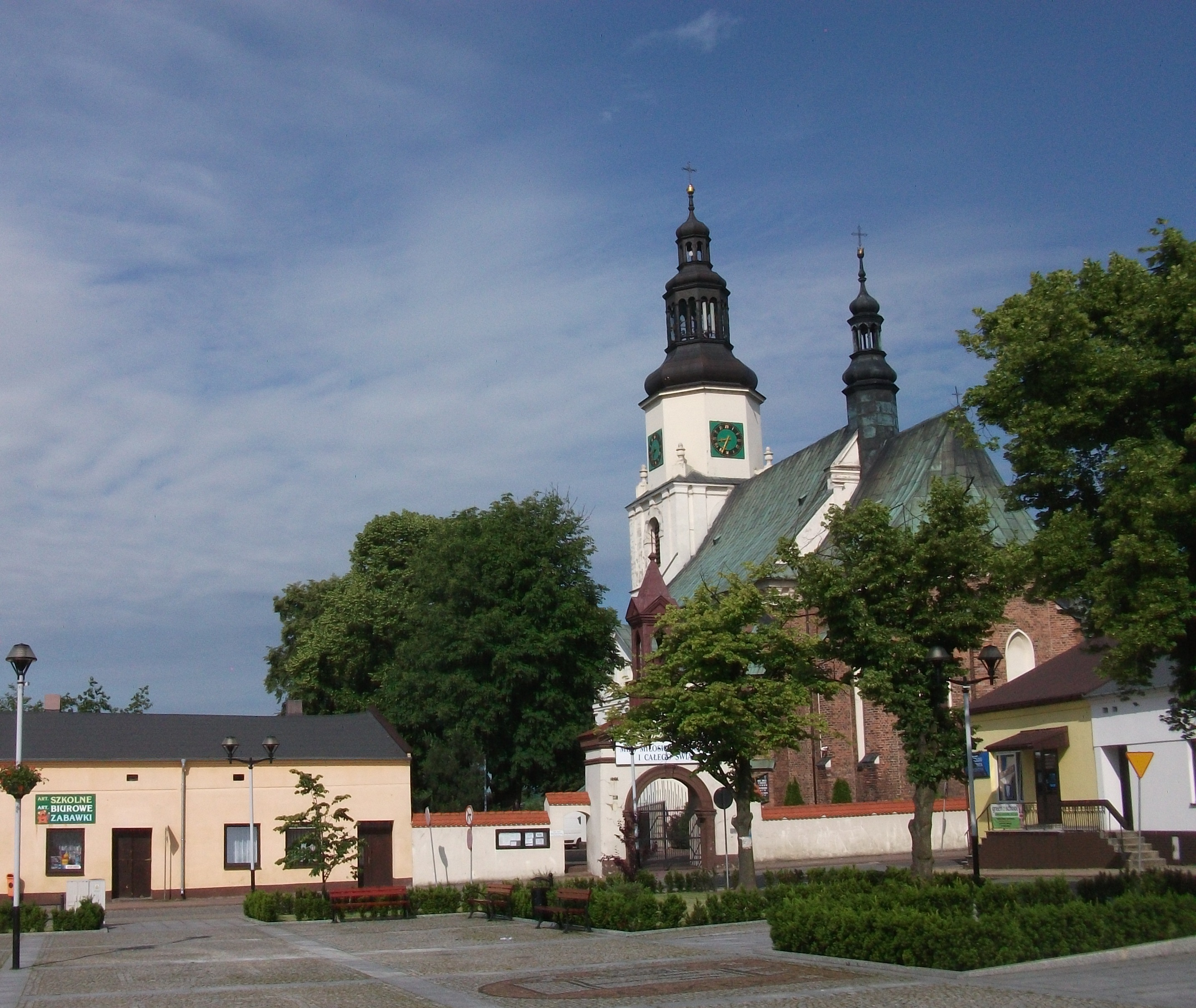
Fragment rynku z kościołem

Rynek w Krzepicach – centrum założenia miejskiego Krzepic w powiecie kłobuckim.
Rynek położony był nietypowo – znajdował się na obrzeżach układu urbanistycznego miasta. Od czasu lokacji zdominowany był przez układ komunikacji przelotowej. Łączył też w sobie funkcję placu przedkościelnego. Ogrodzenie kościoła św. Jakuba Apostoła wchodziło masywną bramą ryzalitową w przestrzeń rynkową. Dwie osie kompozycyjne (przelotowa i kościelna) były do siebie równoległe i równoważne, co zdarza się nieczęsto. Całość zabudowy powstała po wielkim pożarze miasta w 1881 r. W okresie międzywojennym zbudowano studnię miejską. Zabudowa pozostała przez cały czas parterowa lub dwukondygnacyjna. Wybrukowano też wówczas płytę rynku oraz nasadzono szpalery drzew (nieregularne). Po II wojnie światowej wprowadzono na rynek park, a w latach 70. XX w. przeprowadzono kapitalny remont placu. W 2007 r. rynek uległ rewitalizacji w formach geometrycznych, z pozostałym jednak dookolnym ruchem samochodowym, izolującym płytę od pierzei. Dosadzono też brakujące szpalery drzew oraz zbudowano historyzującą fontannę. W nawierzchnię wpisano herb miasta.